# Bicazu Ardelean

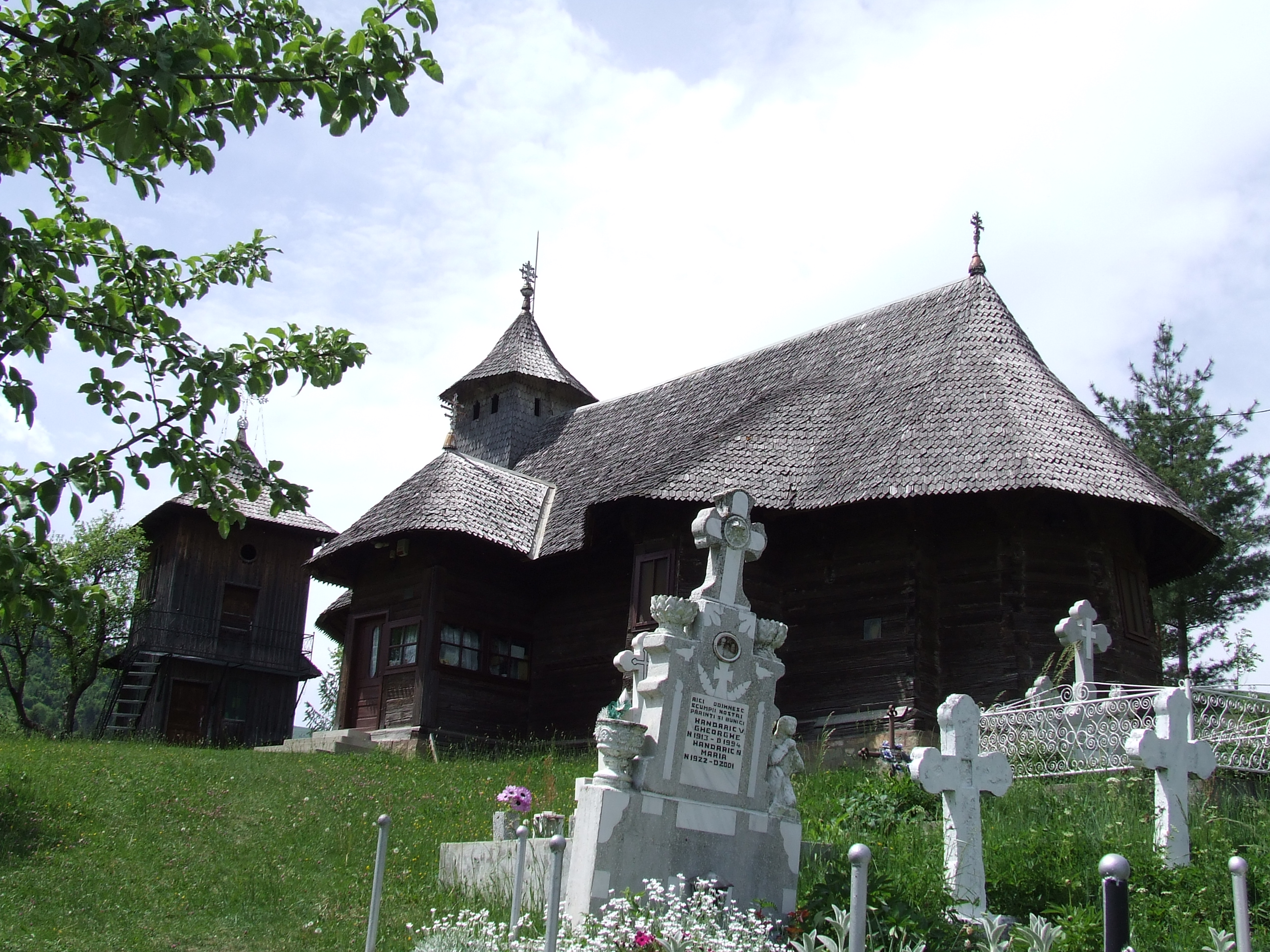
Kerk

Bicazu Ardelean is een Roemeense gemeente in het district Neamț.
Bicazu Ardelean telt 4126 inwoners.